# Saraiu, Constanța
Saraiu (în turcă Saray) este satul de reședință al comunei cu același nume din județul Constanța, Dobrogea, România. La recensământul din 2002 avea o populație de 853 locuitori.